# Micraxylia delicatula
Micraxylia delicatula là một loài bướm đêm trong họ Noctuidae.